# Gerichtsbezirk Solka
Der Gerichtsbezirk Solka (rumänisch: Solca; ruthenisch:  Solka) war ein dem Bezirksgericht Solka unterstehender Gerichtsbezirk im Herzogtum Bukowina. Der Gerichtsbezirk umfasste Gebiete im Süden der Bukowina bzw. im heutigen Rumänien. Das Gebiet wurde nach dem Ersten Weltkrieg Rumänien zugeschlagen und ist heute Teil des rumänischen Anteils der Bukowina im Norden Rumäniens (Kreis Suceava).

## Geschichte
Im Zuge der Neuordnung des Gerichtswesen im Kaisertum Österreich waren im Juni 1849 die allgemeinen Grundzüge der Gerichtsverfassung in den Kronländern durch Kaiser Franz Joseph I. genehmigt worden. Hierauf ließ Justizminister Anton von Schmerling Pläne zur Organisierung des Gerichtswesens in der Bukowina ausarbeiten, die der Kaiser am 6. November 1850 per Verordnung ebenfalls genehmigte. Mit der Reorganisation ging die Abschaffung der landesfürstlichen Gerichte ebenso wie der Patrimonial-Gerichte einher, wobei Schmerling ursprünglich die Errichtung von 17 Bezirksgerichten plante und die Bukowina dem Oberlandesgericht Stanislau unterstellt werden sollte. Schließlich schufen die Behörden nur 15 Bezirksgerichte, die man dem Landesgericht Czernowitz bzw. dem Oberlandesgericht Lemberg zuordnete. Die Errichtung der gemischten Bezirksämter, die neben der Verwaltung auch die Justiz zu besorgen hatten, wurde schließlich per 29. September 1855 amtswirksam, wobei der Gerichtsbezirk Solka aus den Gemeinden Solka, Abori mit Bodnareny, Balaczana, Botuschana, Glitt mit Lichtenberg, Jazłowetz, Keszwana, Komanestie, Ludihumora, Ober-Pertestie mit Neu-Salonetz, Kaczyka, Unter-Pertesti und Pojeny gebildet wurde. Für Verbrechen und Vergehen war der Gerichtsbezirk dabei dem Bezirksgericht Radautz unterstellt. Im Zuge der Trennung der politischen von der judikativen Verwaltung bildete der Gerichtsbezirk Solka ab 1868 gemeinsam mit dem Gerichtsbezirk Radautz den Bezirk Radautz. Per 28. März 1870 kam es im Zuge einer Reform der Gerichtsbezirke zu weitreichenden Gebietsänderungen zwischen den Gerichtsbezirken der Bukowina, wobei der Gerichtsbezirk Solka durch die Reform die Gemeinden Ballaczana, Komanestie und Ludihumorasowie die zugehörigen Gutsgebiete an den Gerichtsbezirk Suczawa abgeben musste. 1886 wurde die Errichtung eines weiteren Gerichtsbezirks bestimmt, wofür Gemeinden aus den Gerichtsbezirk Radautz ausgeschieden und  zum Gerichtsbezirk Seletin zusammengeschlossen wurden. Die Verordnung wurde dabei per 1. Juni 1888 amtswirksam. Per 1. Oktober 1893 wurden der Gerichtsbezirk Solka jedoch aus dem Bezirk Radautz herausgelöst und mit dem Gerichtsbezirk Gurahumora zum Bezirk Gurahumora vereint.
Der Gerichtsbezirk Solka wies 1854 eine Bevölkerung von 16.067 Einwohnern auf einer Fläche von 5,7 Quadratmeilen auf. 1869 beherbergte der Gerichtsbezirk eine Bevölkerung von 18.372 Personen, bis 1900 stieg die Einwohnerzahl auf 25.192 Personen an. Von der Bevölkerung hatten 1900 18.257 Rumänisch (88,2 %) als Umgangssprache angegeben, 3.850 Personen sprachen Deutsch (9,5 %), 1.394 Ruthenisch (0,1 %) und 1.628 eine andere Sprache (2,1 %). Der Gerichtsbezirk umfasste 1900 eine Fläche von 299,79 km² und 12 Gemeinden sowie ein Gutsgebiet.
| Jahr | Ein- wohner | Deutsch- sprachige | Ruthenisch- sprachige | Rumänisch- sprachige | Anders- sprachige |
| ---- | ----------- | ------------------ | --------------------- | -------------------- | ----------------- |
| 1854 | 16.067      |                    |                       |                      |                   |
| 1869 | 18.372      |                    |                       |                      |                   |
| 1880 | 19.292      | 2.630              | 1.026                 | 14.2763              | 1.362             |
| 1890 | 21.911      | 3.068              | 1.098                 | 16.174               | 1.531             |
| 1900 | 25.192      | 3.850              | 1.394                 | 18.257               | 1.628             |